# 毛羊茅
毛羊茅（学名：Festuca yunnanensis var. villosa）为禾本科羊茅属下的一个变种。